# Tramway de Hakodate
Le tramway de Hakodate est le réseau de tramways de la ville de Hakodate, au Japon. Il comporte deux lignes. Il est exploité par le Bureau des transports de la ville de Hakodate.

## Historique
Le premier tramway de Hakodate était un tramway à traction hippomobile ouvert en 1897. Il est électrifié en 1913. Au maximum de son extension, le réseau comportait 17,9 km de lignes.

## Caractéristiques

### Réseau
Le réseau comporte 2 lignes commerciales, avec un grand tronçon en commun entre Yunokawa et Jūjigai :
- Ligne 2 (2系統) : Yunokawa - Jūjigai - Yachigashira
- Ligne 5 (5系統) : Yunokawa - Jūjigai - Hakodate-Dokku-mae

### Tracé
|  |

### Liste des stations
| Numéro                     | Station            | Nom en japonais | Distance (km) depuis Yunokawa | Correspondance(s)                                                                                 |
| -------------------------- | ------------------ | --------------- | ----------------------------- | ------------------------------------------------------------------------------------------------- |
| Tronc commun lignes 2 et 5 |                    |                 |                               |                                                                                                   |
| DY01                       | Yunokawa           | 湯の川          | 0                             |                                                                                                   |
| DY02                       | Yunokawa-onsen     | 湯の川温泉      | 0,5                           |                                                                                                   |
| DY03                       | Hakodate-Arena-mae | 函館アリーナ前  | 0,8                           |                                                                                                   |
| DY04                       | Komaba-Shako-mae   | 駒場車庫前      | 1,0                           |                                                                                                   |
| DY05                       | Keibajō-mae        | 競馬場前        | 1,3                           |                                                                                                   |
| DY06                       | Fukabori-chō       | 深堀町          | 1,8                           |                                                                                                   |
| DY07                       | Kashiwagi-chō      | 柏木町          | 2,3                           |                                                                                                   |
| DY08                       | Suginami-chō       | 杉並町          | 2,9                           |                                                                                                   |
| DY09                       | Goryōkaku-Kōen-mae | 五稜郭公園前    | 3,5                           |                                                                                                   |
| DY10                       | Chūō-Byōin-mae     | 中央病院前      | 3,8                           |                                                                                                   |
| DY11                       | Chiyogadai         | 千代台          | 4,1                           |                                                                                                   |
| DY12                       | Horikawa-chō       | 堀川町          | 4,7                           |                                                                                                   |
| DY13                       | Shōwa-bashi        | 昭和橋          | 5,0                           |                                                                                                   |
| DY14                       | Chitose-chō        | 千歳町          | 5,3                           |                                                                                                   |
| DY15                       | Shinkawa-chō       | 新川町          | 5,6                           |                                                                                                   |
| DY16                       | Matsukaze-chō      | 松風町          | 6,0                           |                                                                                                   |
| DY17                       | Hakodate-ekimae    | 函館駅前        | 6,5                           | à la gare de Hakodate : - JR Hokkaido : Hakodate - South Hokkaido Railway : Dōnan Isaribi Tetsudō |
| DY18                       | Shiyakusho-mae     | 市役所前        | 6,8                           |                                                                                                   |
| DY19                       | Uoichiba-dōr       | 魚市場通        | 7,3                           |                                                                                                   |
| DY20                       | Jūjigai            | 十字街          | 7,8                           |                                                                                                   |
| Branche ligne 5            |                    |                 |                               |                                                                                                   |
| D21                        | Suehiro-chō        | 末広町          | 8,4                           |                                                                                                   |
| D22                        | Ōmachi             | 大町            | 8,8                           |                                                                                                   |
| D23                        | Hakodate-Dokku-mae | 函館どつく前    | 9,3                           |                                                                                                   |
| Branche ligne 2            |                    |                 |                               |                                                                                                   |
| Y24                        | Hōrai-chō          | 宝来町          | 8,4                           |                                                                                                   |
| Y25                        | Aoyagi-chō         | 青柳町          | 8,8                           |                                                                                                   |
| Y26                        | Yachigashira       | 谷地頭          | 9,2                           |                                                                                                   |

## Matériel roulant

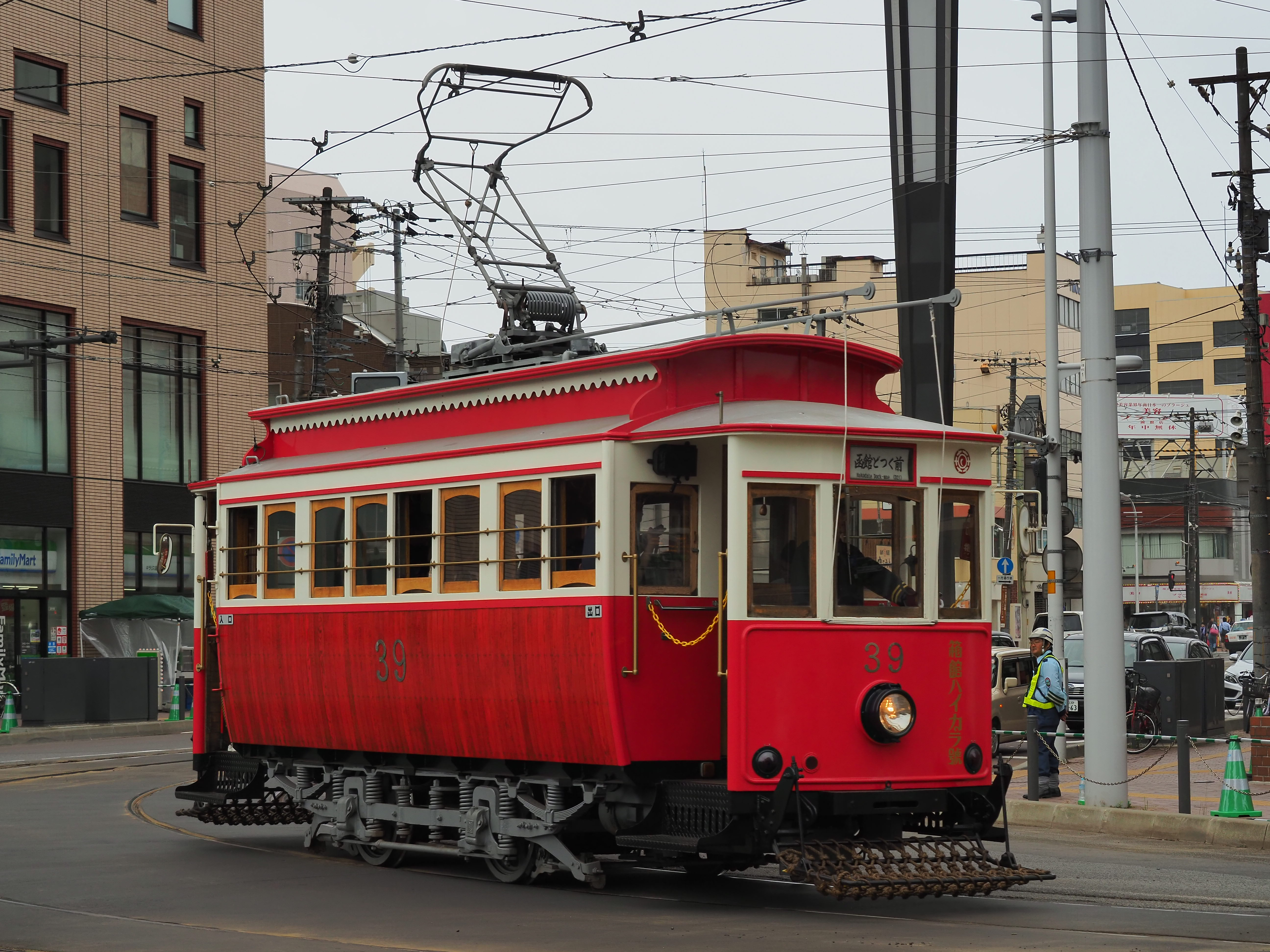
série 30
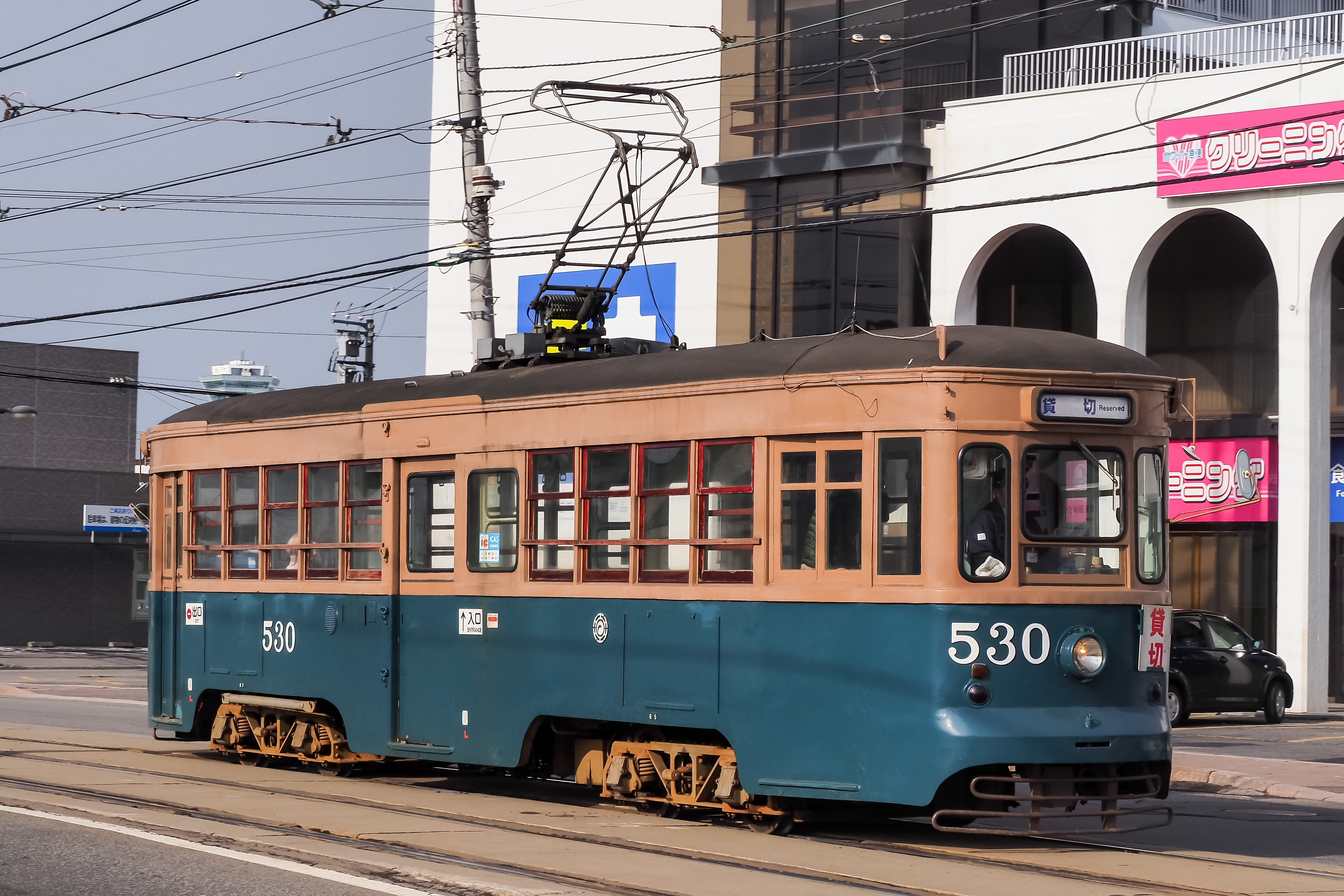
série 500
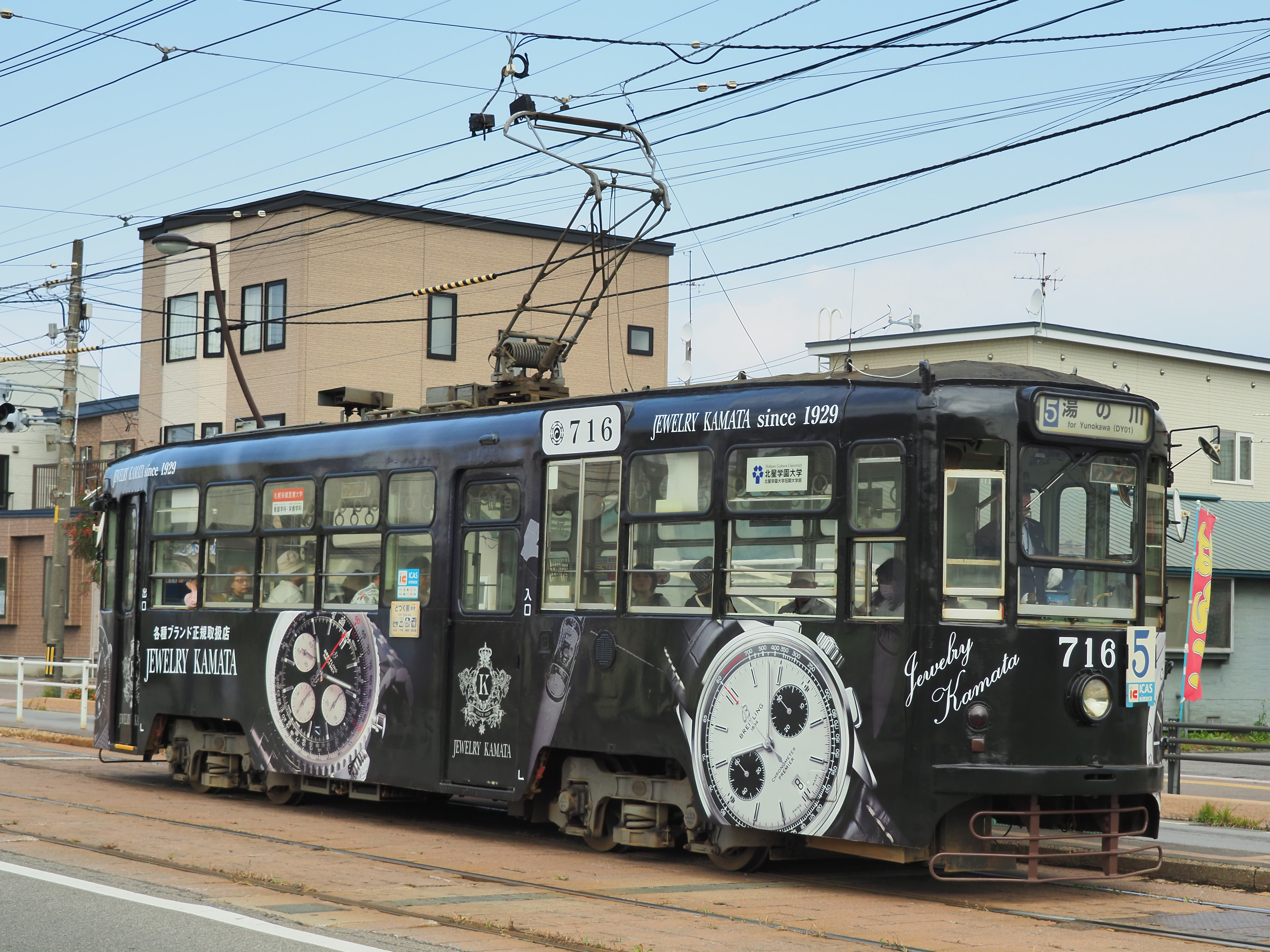
série 710
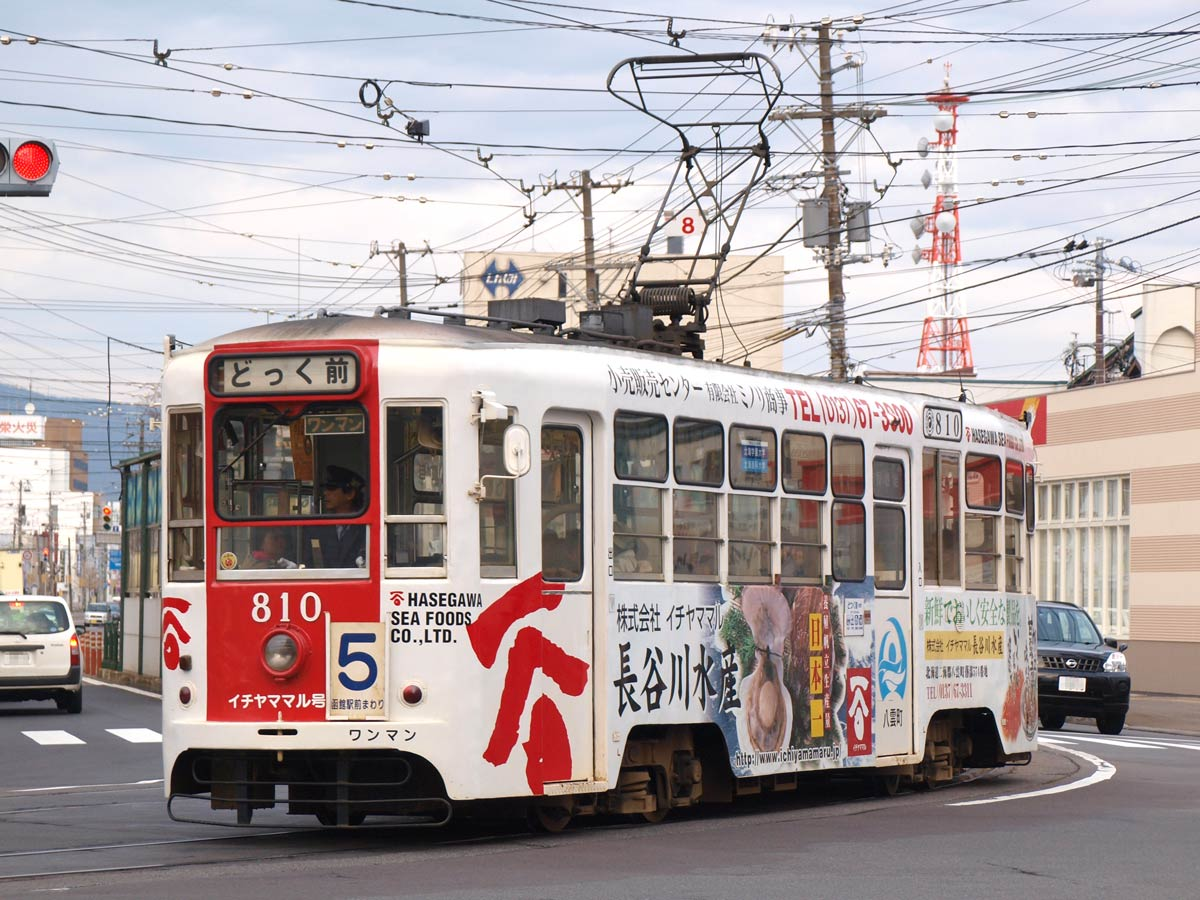
série 810
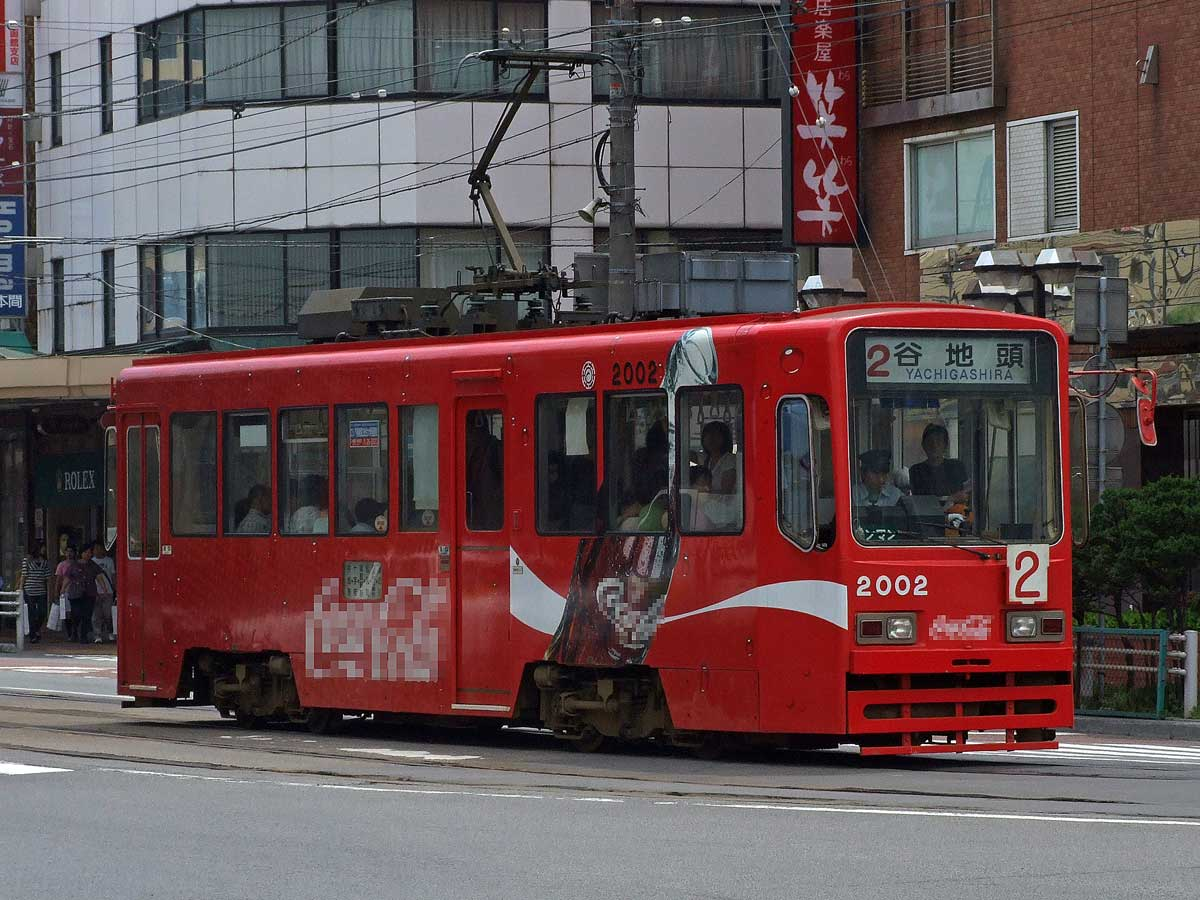
série 2000
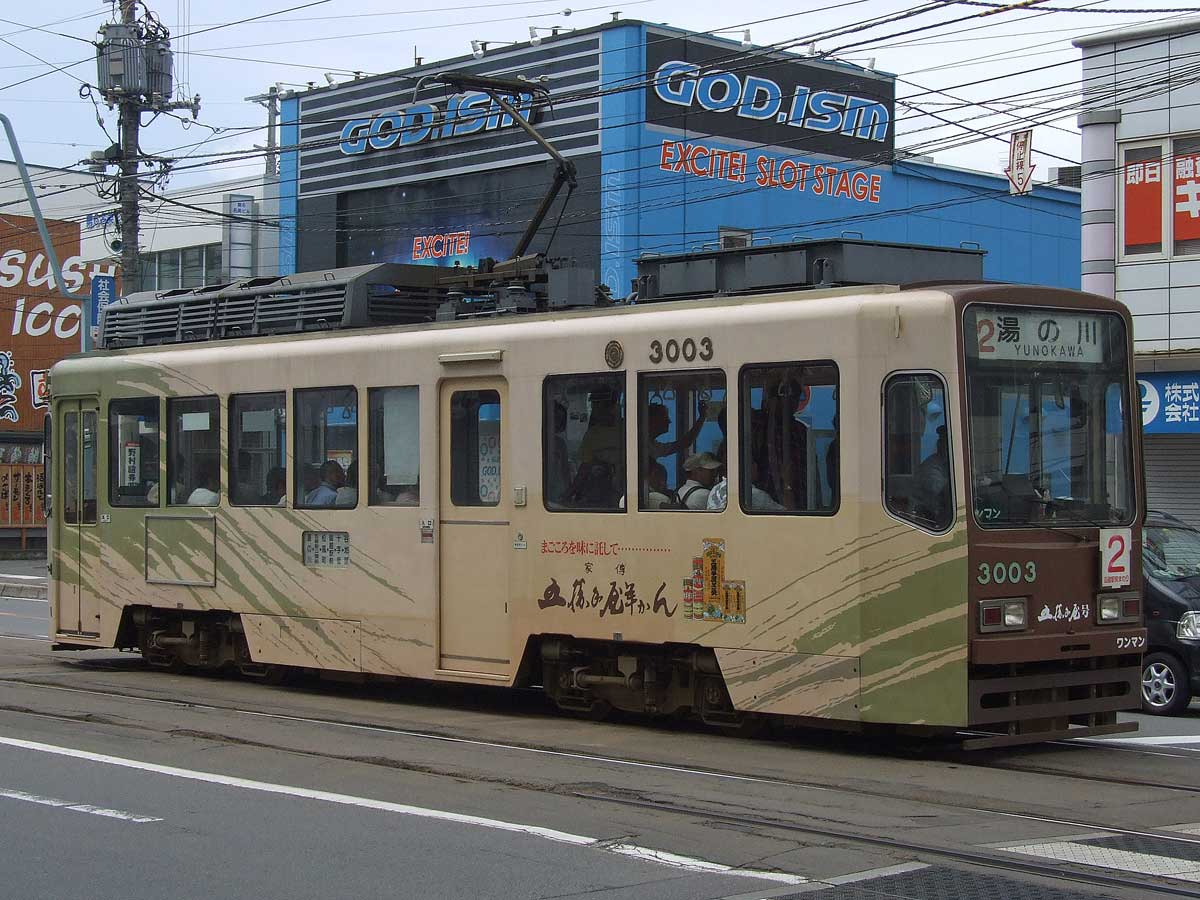
série 3000
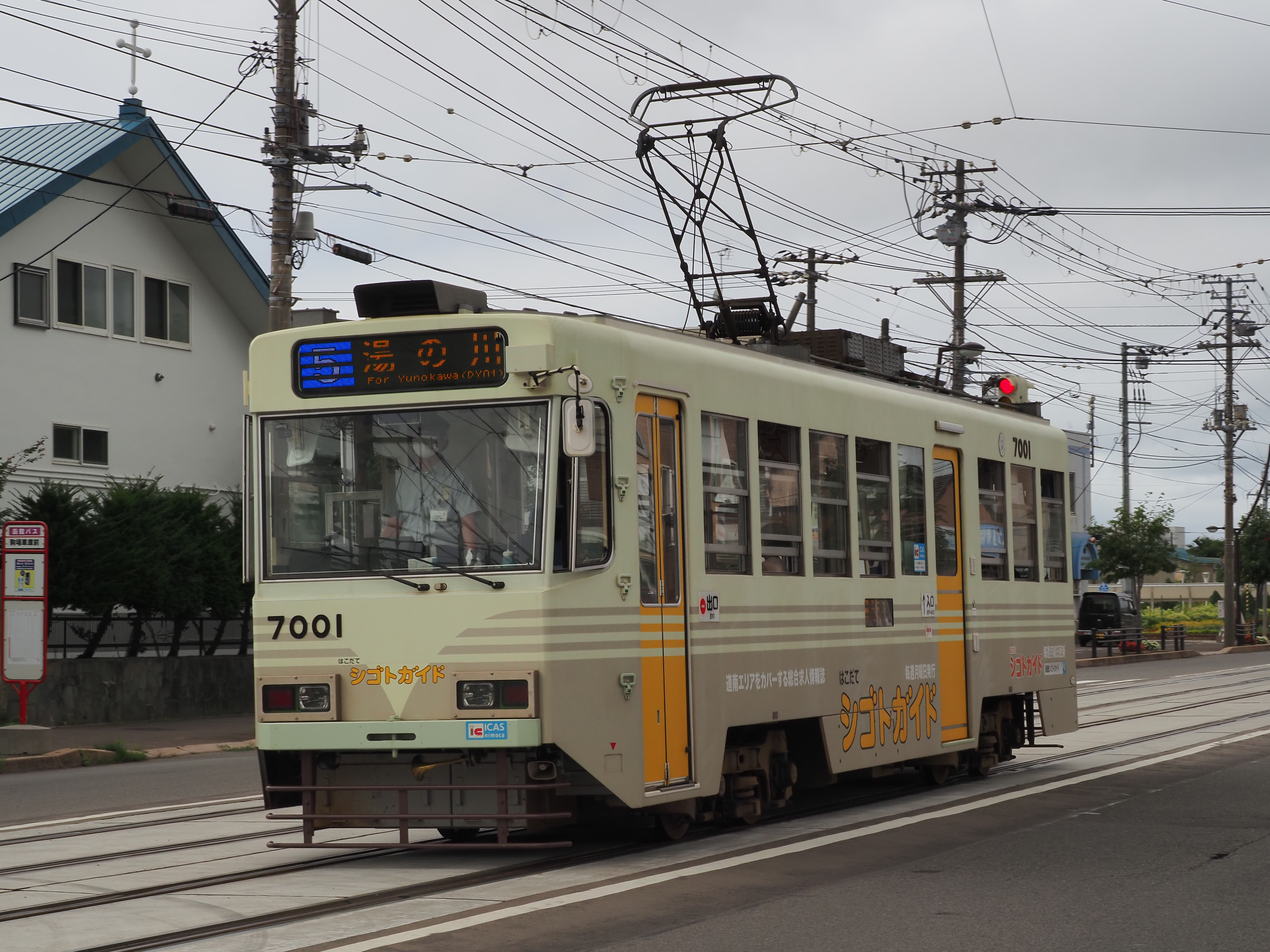
série 7000
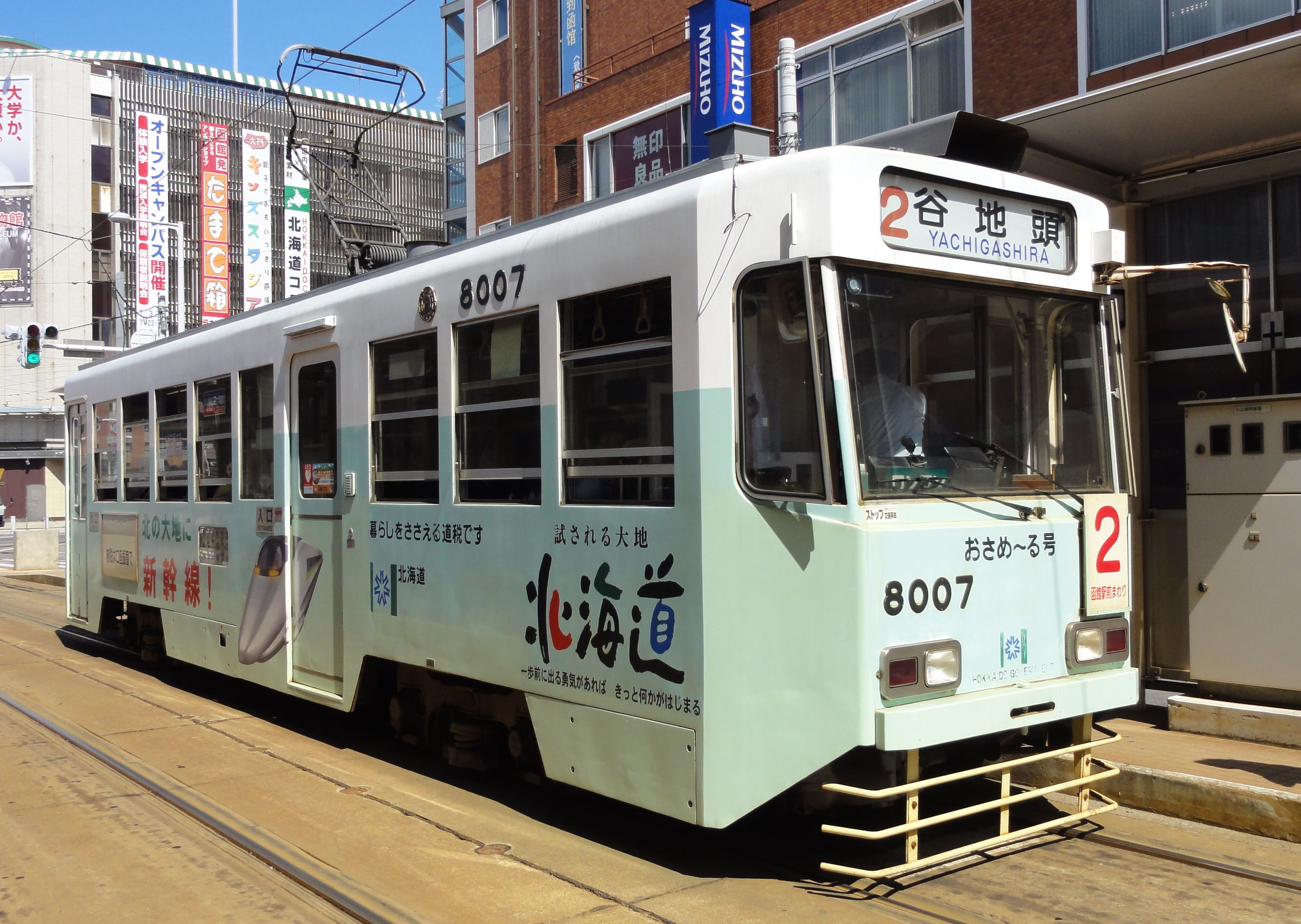
série 8000
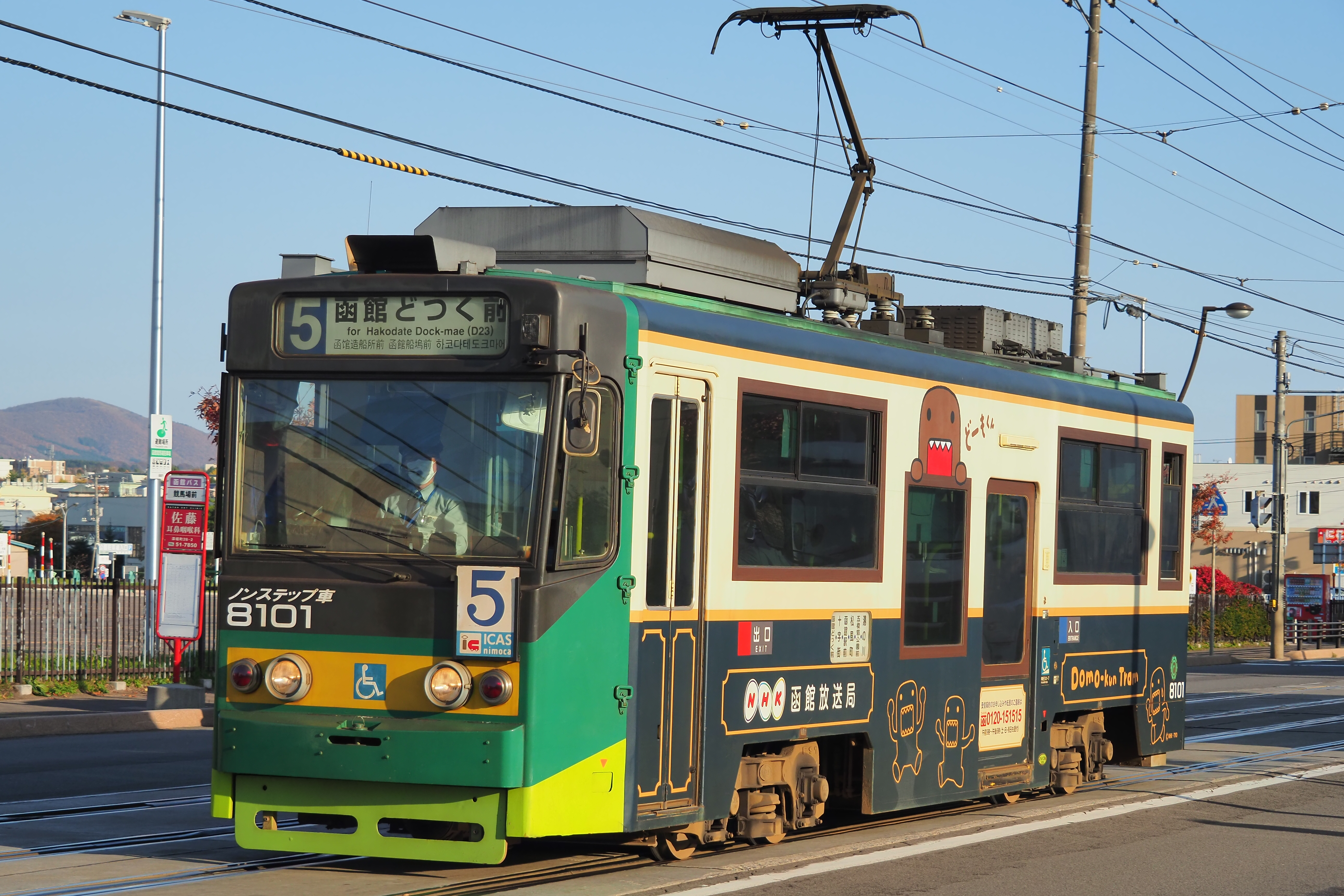
série 8100
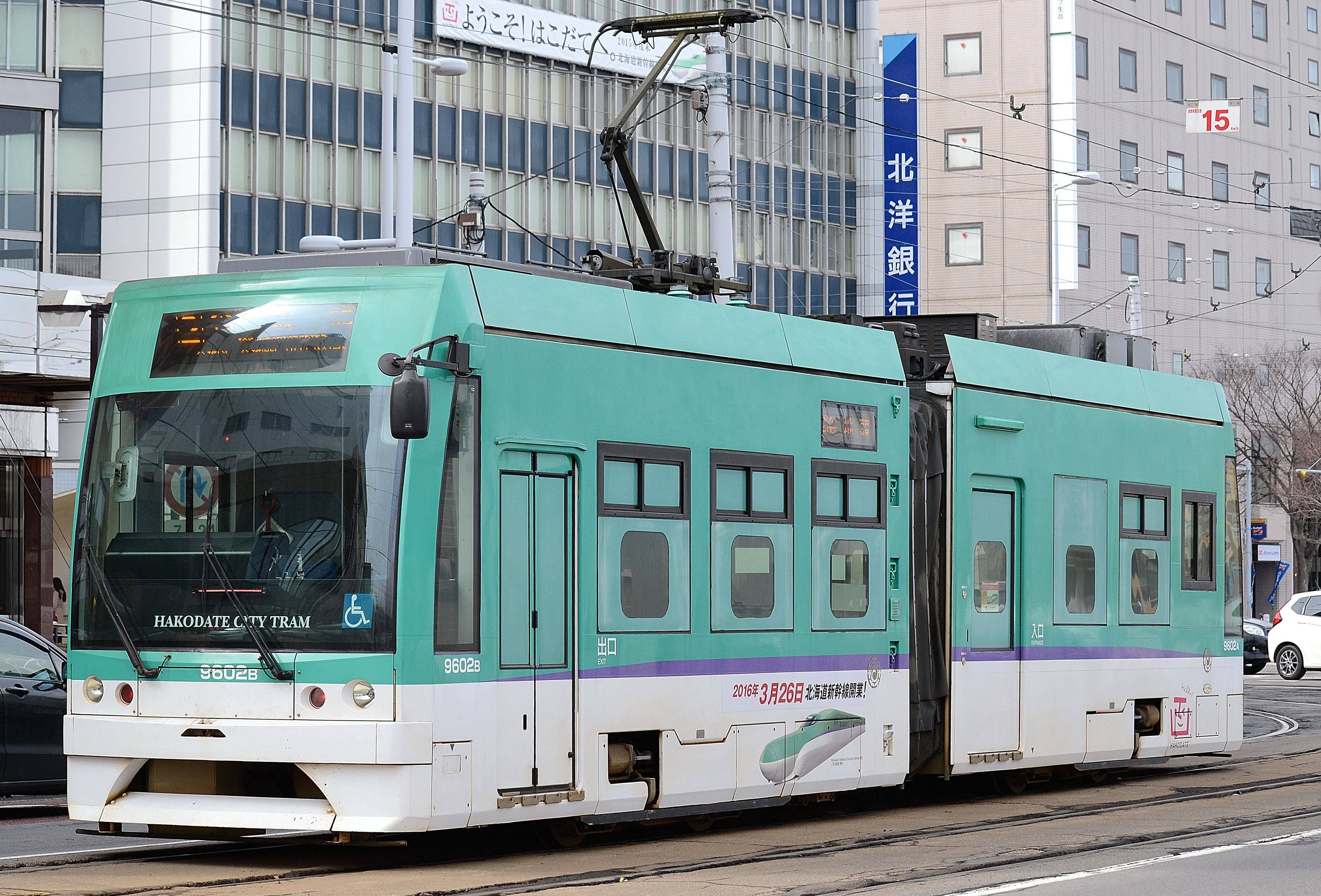
série 9600